# John Dombrowski Roberts
John Dombrowski Roberts (Los Angeles, 8 de junho de 1918 – 29 de outubro de 2016) foi um químico estadunidense.
Contribuiu com trabalhos fundamentais para a integração da físico-química, espectroscopia e química orgânica para o entendimento de taxas de reação química.
Bachelor of Arts (1941) e Ph.D. (1944) pela Universidade da Califórnia em Los Angeles. Ocupou diversos cargos no Instituto de Tecnologia da Califórnia, incluindo o de presidente da Divisão de Química e Engenharia Química, de 1963 a 1968, decano da faculdade, de 1980 a 1983 e seu atualmente professor de química, professor emérito da Divisão de Química e Engenharia Química. A ele é creditado ter trazido a primeira estudante de química para o Instituto de Tecnologia da Califórnia, quando veio do Instituto de Tecnologia de Massachusetts. A longo tempo foi consultor da DuPont Central Research.
Morreu em 29 de outubro de 2016, aos 98 anos.

## Condecorações
Roberts foi laureado com a Medalha Priestley em 1987, a Medalha Nacional de Ciências em 1990, a Medalha Glenn T. Seaborg em 1990, o Prêmio de Ciência Química em 1999, o Prêmio de Química a Serviço da Sociedade em 2009, e recebeu graus honorários da Universidade de Munique, Universidade Temple e Universidade de Notre Dame.